# ヴェットリンゲン (ミュンスターラント)
ヴェットリンゲン (ドイツ語: Wettringen, 低地ドイツ語: Wiätringen) は、ドイツ連邦共和国ノルトライン＝ヴェストファーレン州ミュンスター行政管区のシュタインフルト郡に属す町村（以下、本項では便宜上「町」と記述する）である。ミュンスターの北西 34 km、エンスヘデの東 30 km に位置し、ニーダーザクセン州との州境に直接面している。オランダとの国境から約 25 kmほどの距離しかない。シュタインフルター・アー川沿いのこの町には約 8,200人が住んでいる。
ヴェットリンゲンからシュタインフルト郡最大の都市ライネまでの距離は 12 km である。

## 地理

### 位置
シュタインフルト郡のヴェットリンゲンは、ノルトライン＝ヴェストファーレン州の北西端に位置し、ニーダーザクセン州と境を接している。この町の最高地点はローテンベルゲ地区にある。ビルク地区をシュタインフルター・アー川がフェヒテ川に注ぎ込む。

### 自治体の構成
この町には以下のバウアーシャフト（農場地区）が含まれる:
- アーバウアーシャフト
- アンドルフ
- ビルク
- ブレヒテ
- ドルフバウアーシャフト
- ハドドルフ
- クライン・ハドドルフ
- マックスハーフェン
- ローテンベルゲ
- ティー＝エッシュ
- フォレンブローク

## 歴史
この町に関する最初の記録である 838年6月7日の文書は、皇帝ルートヴィヒ敬虔王からヘルフォルト女子修道院への「Wateringas の教会」の寄進に関するものである。これにより、この集落はミュンスターラントで最も古い集落の1つとされている。この教会は、カール大帝によって早くも800年頃に創設されたもので、後に周辺の教会に対する教区の原型となった。古いロマネスク様式の教会堂は1522年に増築された。
八十年戦争でスペイン軍が侵入し、1590年にヴェットリンゲンは何度も略奪を受けた。三十年戦争でも1622年11月に略奪と焼き討ちの犠牲となった。
1731年にミュンスターから暫定的な終点クレメンスハーフェンまでが完成していた「ミュンスター運河」が1771年にマックスハーフェンまで延長され、当時の司教領主にちなんでマックス＝クレメンス運河がと名付けられた。当初計画されていたシュタインフルター・アー川とフェヒテ川を経由してズヴォレまでの区間は建設されなかったが、ヴェットリンゲン町内のマックスハーフェンで活発な貨物の積み替えが行われるようになり、地元の運送業者もその分け前にあずかった。1773年から1812年までのグローナウ経由ズヴォレまでの郵便経路も、運河を含めマックスハーフェンを経由を経由していた。この運河は1840年に廃止された。
1861年に古いロマネスク教会が取り壊され、1862年/1863年にエミール・フォン・マンガーによってネオゴシック様式の教会が完成した。この聖ペトロニラ教区教会は現存している。
1862年6月10日、ブルクハルト・フォン・ショルレマー＝アルスト男爵と36人の農民がヴェットリンゲンで農民協会を結成し、急速に拡大していった。ヴェットリンゲン町役場前の迷子石がその創設を記念している。1871年11月30日にこの組織からヴェストファーレン農民協会が結成され、これが現在のヴェストファーレン＝リッペ農業連合会 (WLV) の基となった。
第二次世界大戦はヴェットリンゲンにも深い傷跡を残した。1945年3月31日に連合国軍の戦車がこの町に侵攻した。この年の終わりに、主にシレジアからの避難民1200人をヴェットリンゲンは受け容れた。
現在は栄誉・追悼碑が戦争の脅威を伝えている。この追悼碑は1957年に建立され、第一次世界大戦および第二次世界大戦での死者を追悼している。1929年の先代の追悼碑は、交通上の理由で1950年代初めに撤去された。1998年にホロコーストの犠牲者を追悼する記念碑が建立された。さらに2010年11月にブロンズ製のプレートが追加された。このプレートは追悼碑建立以降の記念対象の変遷（戦争の英雄崇拝から犠牲者の記憶へ）と物語っている。

## 行政

### 議会
ヴェットリンゲンの町議会は、22議席で構成されている。

### 首長
この町の町長は、ベルトルト・ビュルトゲルツである。彼は2015年9月の町長選挙で、95.8 % の票を獲得して町長に選出された。これにより1999年から町長を務めたエンゲルデルト・ラウエンは町長職を失った。

### 紋章
図柄: 赤い帯で銀地と金地に上下二分割。上部には赤い雲状の横帯、下部には赤い白鳥が描かれている。
赤い雲状の帯は、ランゲンホルストに本拠を置いたヴェットリンゲン家を象徴している。かつてランゲンホルストの他に、ボルクホルスト、ブルクシュタインフルト、メテレン、ヴェルベルゲンもヴェットリンゲン教区に属していた。中央の赤い帯はヘルフォルト修道院の紋章から、白鳥はツー・ベントハイム・ウント・シュタインフルト候家の紋章から採られた。

### 姉妹都市
- フルタン（フランス語版、英語版）（フランス、ノール県）
- Dalen（オランダ、ドレンテ州クーバーデンの市区）
- グノイーン（ドイツ語版、英語版）（ドイツ、メクレンブルク＝フォアポンメルン州）

## 文化と見所

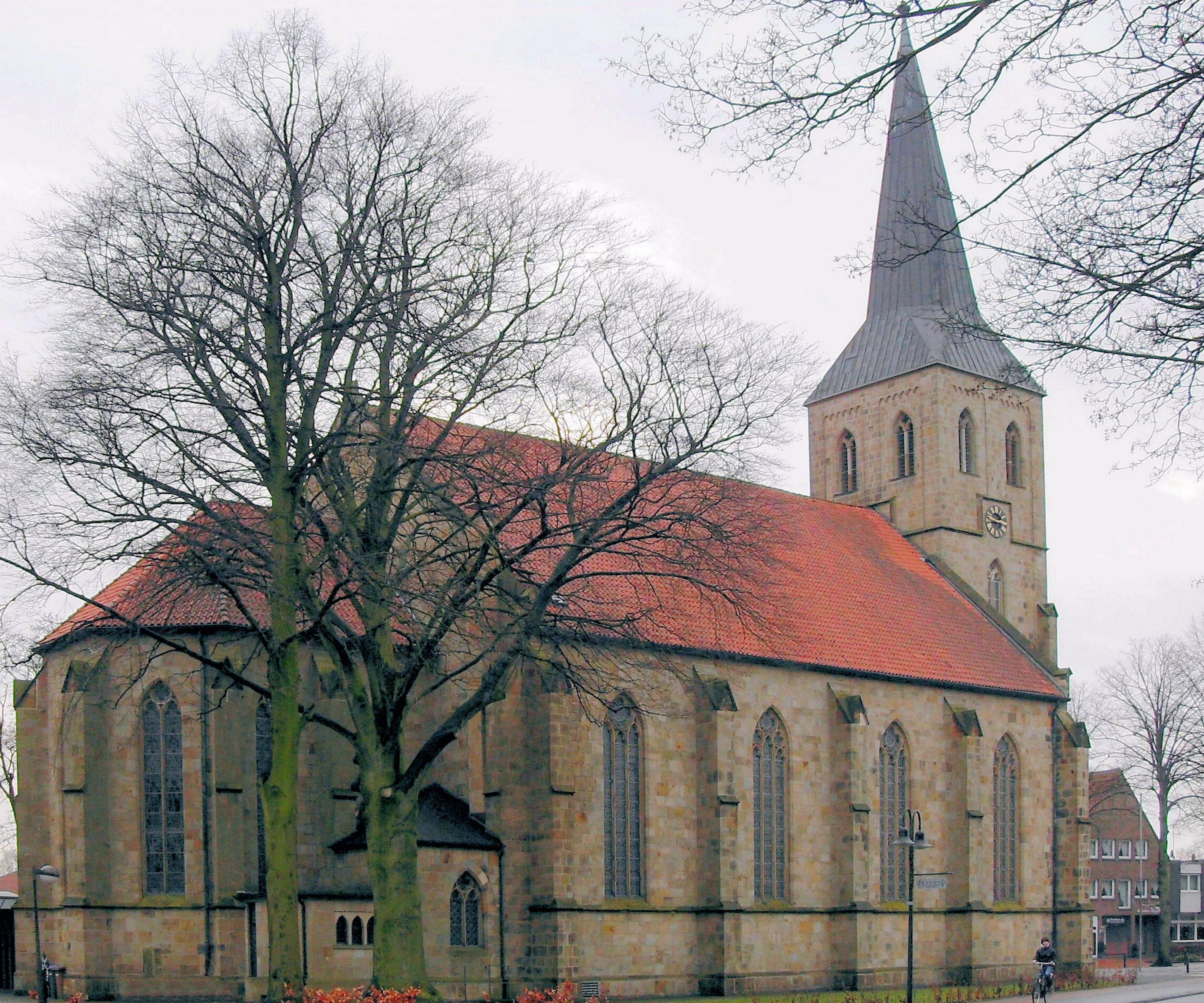
聖ペトロニラ教会

### 建造物
- 聖ペトロニラ教区教会、19世紀建造
- ハイマートハウス・アーラースは、1520年に建設された典型的なヴェストファーレンの農家である。1980年代に町がアーラース家から購入し、当時あったクライン・ハドドルフから現在の場所に移築した。ハイマートハウスはヴェットリンゲン町内で最も古い建物である。数多くの展示品やヴェットリンゲン郷土協会の多彩なイベントにより、訪問客はかつての暮らしを活き活きと知ることができる。
- ヴェットリンゲン聖ヨーゼフスハウス、ヴェットリンゲンのかつてのカトリック保育園
- マックスハーフェン近郊の技術遺産マックス＝クレメンス運河（ヴェットリンゲンの北西 2 km）
- 町の中心部にあるビュルガーハレ（市民ホール）、320席の近代的なイベントホールである[8]
- スポーツセンターの屋内プール
- 町の中心部の老人ホーム
- 保護文化財に指定されているヴィラ・ハウス・ローテンベルゲ

- ハイマートハウス・アーラース
- 聖ヨーゼフスハウス
- ビュルガーハレ

### 自然文化財
この町の北 7.5 km に近郊保養地ハドドルファ−・ゼーンがある。町の北西 3.5 km に、周囲は平らかであるにもかかわらず 95 m の高さを持つローテンベルクがある。

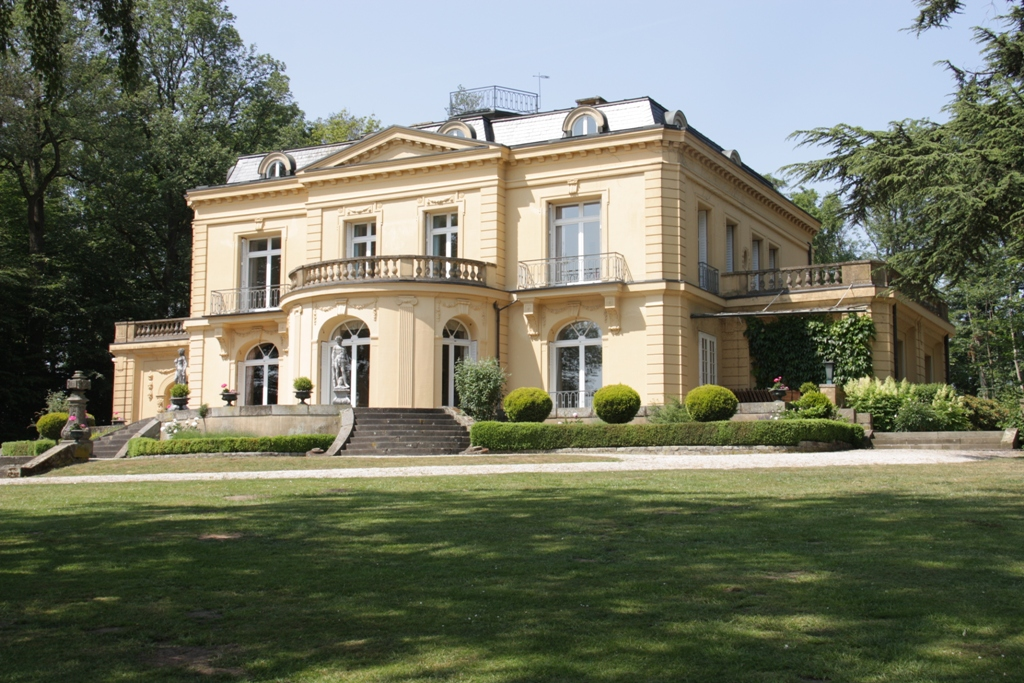
ハウス・ローテンベルゲ

### 公園
- 高さ 95 m のローテンベルクに、1923年から1925年にミュンスターの建築家アルフレート・ヘンゼンが建設したヴィラ・ヨルダーン（ハウス・ローテンベルゲ）がある。この館は風景庭園に囲まれている。ここは、ベルタ・ヴァン・ヘーク（1876年-1960年）とその夫ヤン・ヨルダーン（1863年 - 1935年）の夏の住まいであった[9]。この別荘は現在、ヴェストファーレン・ヴィルヘルム大学ミュンスターの所有となっており、学術会議やセミナーに利用されている（ヴェットリンゲンの北西 3 km）。

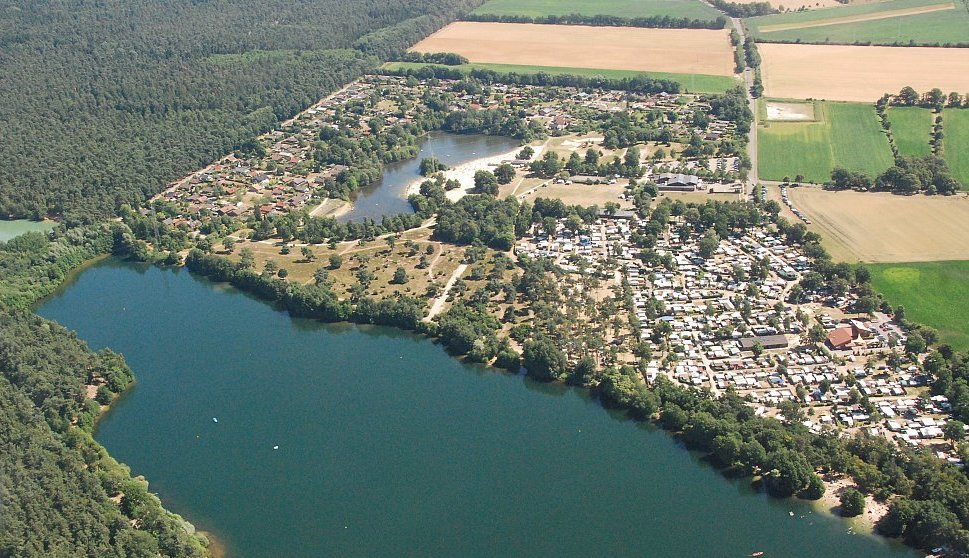
ハドドルファー・ゼーン

### 観光業
ヴェットリンゲンは、多くの自転車道が整備されたラートレギオン・ミュンスターラント（直訳: ミュンスターラント自転車地域）に位置している。すなわち、フェヒテタールルート、ラートバーン・ミュンスターラント、アー＝フェヒテ＝ツアー、旧鉄道ライネ＝オホトルプ、ユビロイムスヴェーク、100城ルートなどである。
ハドドルフ地区のハドドルファー・ゼーン（湖）沿いには、水浴地、ミニゴルフ場、足漕ぎボート、ヨットクラブ、ウォータースポーツ、釣り、近代的なキャンプ場ハドドルファー・ゼーン（4つ星カテゴリー）がある。
ハイマートハウス・アーラースは築500年のヴェットリンゲン町内で最も古い建物で、現在はヴェットリンゲン交通協会が交流施設およびツーリストインフォメーションとして利用している。

### スポーツ
射撃クラブ以外のスポーツクラブも大きな人気を有している。中でもフォアヴェルツ・ヴェットリンゲンは、様々な競技種目の部門があり、2つの体育館、1つ体操競技場、スタジアム、屋内プール、多くのテニスコートやサッカーグラウンドを利用して活動している。特にハンドボールチームは、高いレベルで成功を収めている。

### 年中行事
射撃祭の伝統はヴェットリンゲンに色濃く残っている。このためほとんどすべての地区ごとに射撃クラブが存在する。ヴェストファーレンの多くの集落では、しばしば、既婚者と未婚者が1つのクラブに統合されている。これは1835年のプロイセン政府の決定にまで遡る。政府は、当時バラバラに存在していた射撃兄弟団をより強固に組織化することを求めた。独身者射撃団と年長者の射撃団との統合が奨励された。しかしヴェットリンゲンの独身者射撃団はこの要求に抵抗し、その替わりに自ら規則を定めた。こうしてヴェットリンゲンには「ユングゲゼレンシュッツェンフェライン・フォン・1651」（独身者射撃クラブ）と、「メナーシュッツェングリーデ・フォン・1650」（射撃ギルド）が存在している。

## 経済と社会資本

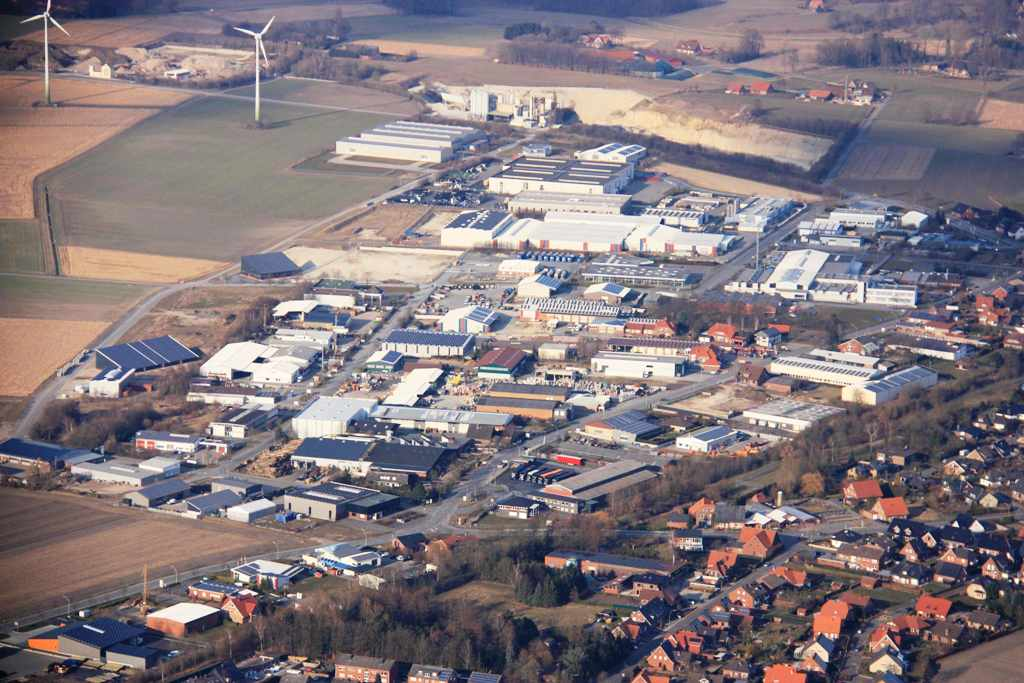
ヴェットリンゲン商工業地区

### 経済構造
この町の経済の中心は、製造業、金属・合成樹脂加工業、エネルギー分野における革新的産業である。ヴェットリンゲンには約 700社の登録企業があり、約2,100人が雇用されている。
商工業地区は、光通信網で包括的な開発がなされており、継続的な成長過程にある。

### 地元企業
- ボッシュ・ゾラーテルミー GmbH（ソーラー蓄熱器、ソーラー電池、ソーラーパケット製造）
- ジーヌスフェアタイラー GmbH（暖房・衛生機器分野の分配器製造）
- ディンクホフ・ティーフバウゲゼルシャフト mbH（電力供給、ガス供給、通信分野の土木工事）
- エネキシオ・ウォーター・テクノロジーズ GmbH（下水処理場の曝気反応装置、生物学的下水処理用充填剤、ポリプロピレンおよびポリ塩化ビニル製充填剤、冷却塔コンポーネント）
- H. シューベルト GmbH、イミ＝ベトン（コンクリート、鉄、天然石、古木材のイミテーション）[22]
- ミクロテック・ガラスおよび金属製造 GmbH（ガラスファサード、ガラス屋根、特殊ガラス設計およびエレベーターシャフト）、2015年からラミルクス＝グループに属している[23]。
- アイゼン + バウシュタール・フーベルト・ポールマン GmbH & Co. KG（鋼鉄卸売業者）[24]
- ボラン・ホーム・ファッション GmbH（庭園用家具、アクセサリー、家屋・浴室用テキスタイルの製造・販売）

### 学校
- ルトゲルス基礎課程学校
- フリーデンスシューレ（本課程学校）
- フェアブントシューレ・ノイエンキルヒェン＝ヴェットリンゲン（本課程・実科学校）
- ヨーゼフスシューレ - 教育補助のための学校[25]

### 交通

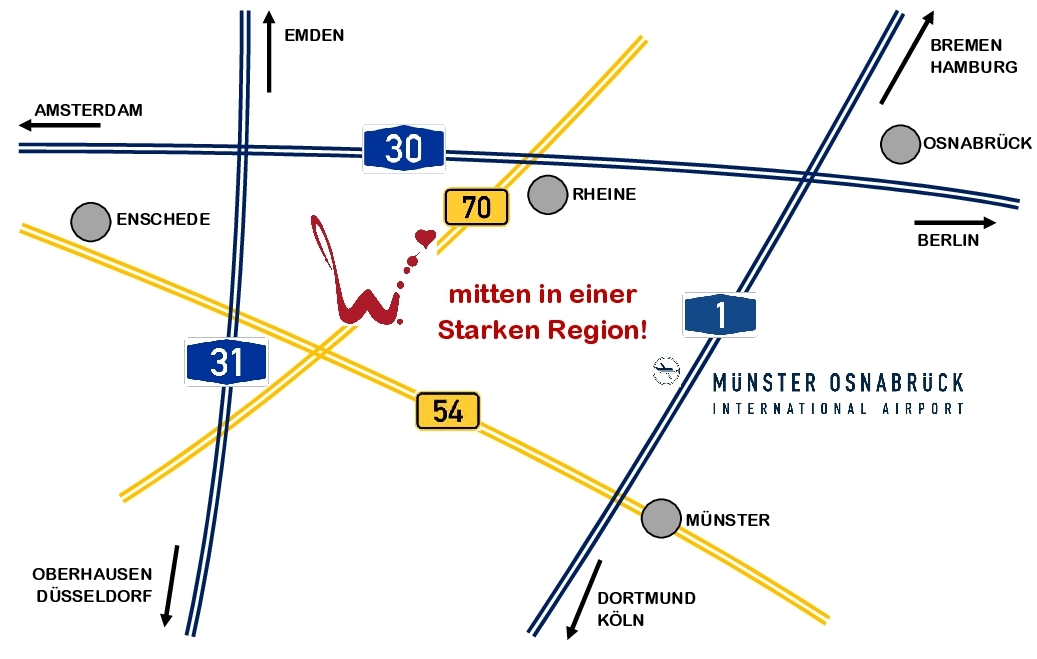
ヴェットリンゲン周辺道路地図

#### 道路
ヴェットリンゲンは、連邦道 B70号線経由でアウトバーン A30号線（ライネ北インターチェンジ、17 km）へ、B54号線経由で A31号線（オホトルプ・インターチェンジ、12 km）および A1号線（ミュンスター北インターチェンジ、33 km）に接続する。

#### 自転車道
ヴェットリンゲンは、広域自転車道フェヒテタールルート、ラートバーン・ミュンスターラント、旧オホトルプ＝ライネ鉄道路線、100城ルート北コース、アー＝フェヒテ＝ルートに面している。

#### バス
バス交通は、バス会社ミュンスターラント地方交通 (RVM) によって運営されている。以下の路線がある:
- R80 ライネ - ノイエンキルヒェン - ヴェットリンゲン - シュタインフルト[27]
- 182 ライネ - ノイエンキルヒェン - ヴェットリンゲン - オホトルプ - グローナウ（ドイツ語版、英語版）[28]
- 184 ライネ - ノイエンキルヒェン - ヴェットリンゲン - ブルクシュタインフルト[29]
- B510 シュットルフ（ドイツ語版、英語版） - ザーメルン（ドイツ語版、英語版） - オーネ（ドイツ語版、英語版） - ハドドルフ - ビルク - ヴェットリンゲン[30]

#### 鉄道
12 km 離れたライネ駅と、6 km 離れたブルクシュタインフルト駅でドイツ鉄道の鉄道網に接続している。

#### 船舶
最寄りの内陸港は、ライネのドルトムント＝エムス運河にある。この港へは、B70号線と A30号線を使って 25分で到達できる。

#### 航空
ミュンスター/オスナブリュック空港へは約 34 km の距離がある。

### 農業
この町には約 110軒が農業を経営している。彼らは主に牧畜を行っている。大部分がオオムギとトウモロコシを栽培している。農業用地の面積は約 4,080 ha で、兼業農家の比率は約 45 % である。

### 特記事項
2007年11月15日からヴェットリンゲンでは、いくつかの店舗で支払いができる地域通貨「ヘルツ＝ターラー」が設けられた。ヘルツ＝ターラーは、ユーロとの交換比率が1対1で、手形に変わるものであることを目的としている。また、ヘルツ＝ターラーはヴェットリンゲン内でのみ有効であるため、人々はヴェットリンゲンでより多く買い物をするようになる。
ヴェットリンゲンは、2013年に町の中心部や商工業地区に広範な光通信網を設けたシュタインフルト郡で最初の町である。

## 人物

### 出身者
- ヴィルフリート・タイジング（ドイツ語版、英語版）（1962年 - ）ミュンスター司教区の補佐司教
- ミッキー・クラウゼ（1970年 - ）歌手、エンターテナー

### ゆかりの人物
- デニス・グローテ（ドイツ語版、英語版）（1986年 - ）サッカー選手。ジュニア時代にフォアヴェルツ・ヴェットリンゲンに所属した。

## 関連文献
- Wilhelm Brockpähler (1938). Beiträge zur Heimatgeschichte von Wettringen. Wettringen: Gemeinde Wettringen
- Gemeinde Wettringen, ed (1988). Festschrift zur 1150-Jahrfeier der Gemeinde Wettringen. Wettringen: IVD GmbH & Co. KG, Ibbenbüren
- Sebastian Kreyenschulte (2016). Ein -ingen-Name im Altniederdeutschen: Der Ortsname Wettringen (Kreis Steinfurt). Nordmünsterland. Forschungen und Funde 3. pp. 276–286
- Engelbert Rauen, Lothar Hempel (2012). Gemeinde Wettringen. ed. Chronik der Jahre 1988–2012. Wettringen: IVD GmbH & Co. KG, Ibbenbüren
- Engelbert Rauen (2013). Gemeinde Wettringen. ed. Wettringen im Münsterland - Bildband über die Gemeinde Wettringen. Wettringen: Tecklenborg Verlag. ISBN 9-783944-327006

これらの文献は、翻訳元であるドイツ語版の参考文献として挙げられていたものであり、日本語版作成に際し直接参照してはおりません。